# Seleção Ruandesa de Voleibol Masculino
A seleção ruandesa de voleibol masculino é uma equipe do continente africano, composta pelos melhores jogadores de voleibol de Ruanda. É mantida pela Federação Ruandesa de Voleibol (FRVB). Encontra-se na 80ª posição do ranking mundial da FIVB segundo dados de setembro de 2021.